# NZ Pegasi
NZ Pegasi (NZ Peg / HD 206043 / HR 8276) es una estrella en la constelación de Pegaso que se localiza 1º al norte de 5 Pegasi.
De magnitud aparente +5,78, se encuentra a 127 años luz de distancia del sistema solar.
NZ Pegasi es una estrella de la secuencia principal de tipo F2V. 
Tiene una temperatura efectiva de 7092 K y brilla con una luminosidad 5,8 veces mayor que la luminosidad solar.
Su radio es un 60% más grande que el radio solar y gira sobre sí misma a gran velocidad, siendo su velocidad de rotación proyectada de 134,1 km/s.
NZ Pegasi es una variable Gamma Doradus, clase de variables cuyo prototipo es la estrella γ Doradus.
En estas estrellas las variaciones fotométricas y espectroscópicas provienen de pulsaciones no radiales.
En el diagrama de Hertzsprung-Russell se sitúan sobre —o ligeramente por encima— de la secuencia principal.
Típicamente tienen períodos fotométricos múltiples entre 0,3 y 3 días, y exhiben curvas de luz sinusoidales con pequeñas amplitudes.
El período principal de NZ Pegasi es de 0,4113 días, acompañado por otros períodos de 0,4238 y 0,3961 días.
La amplitud de dicha variación es de 0,03 magnitudes.